# Johann Heinrich von Carmer

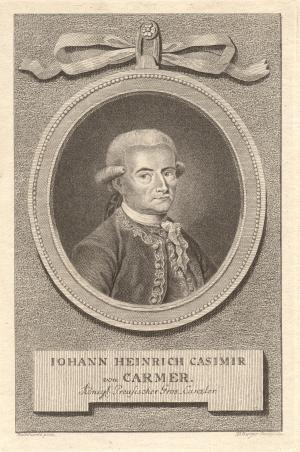
Johann Heinrich von Carmer

Johann Heinrich Casimir von Carmer, född 29 december 1721 i Bad Kreuznach, död 23 maj 1801 i Rützen, Schlesien, var en preussisk greve och minister. 
Carmer blev 1768 justitieminister för Schlesien och utnämndes 1779 av Fredrik II till Preussens "storkansler och överste justitieminister", en befattning  vilken han behöll även under Fredrik Vilhelm II. Carmer kallade Carl Gottlieb Svarez till Berlin och genomförde tillsammans med honom 1781-94 en genomgripande reform av det preussiska rättsväsendet på såväl civil- som kriminallagstiftningens område, vilken blev grundläggande. Den 1791 under Carmers ledning fullbordade allmänna preussiska lagboken promulgerades 1 juli 1794 under namnet "Allgemeines Landrecht". Vid sitt utträde ur statstjänsten 1798 upphöjdes han i grevligt stånd.